# Балканци (област Добрич)
 Тази статия е за селото в Добричко.  За селото в Горнооряховско вижте Балканци (област Велико Търново).  
Балкàнци е село в Североизточна България, община Генерал Тошево, област Добрич.

## География
Село Балканци се намира в Южна Добруджа, на около 27 km източно от областния център град Добрич, 15 km югоизточно от общинския център град Генерал-Тошево и 20 km северно от град Балчик. Разположено е в Източната Дунавска равнина, в източната част на Добруджанското плато. Надморската височина в центъра на селото е около 178 m. Климатът е умерено континентален.
Общинският път, минаващ през село Балканци, води на изток към село Василево и връзка в него с третокласния републикански път III-296 (Генерал Тошево – Каварна), а на запад – до връзка в село Дропла с третокласния републикански път III-9002 (от връзка при село Царичино с първокласния републикански път I-9 до град Генерал Тошево).
Землището на село Балканци граничи със землищата на: село Василево на север и изток; село Конаре на югоизток; село Тригорци на юг; село Кремена на юг; село Дропла на югозапад и запад; село Преселенци на запад.
Числеността на населението на село Балканци по данните от преброяванията от 1934 г. насам се променя както следва:
| \| Година на преброяване \| Численост \| \| --------------------- \| --------- \| \| 1934 \| 413 \| \| 1946 \| 447 \| \| 1956 \| 447 \| \| 1965 \| 452 \| \| 1975 \| 326 \| \| 1985 \| 239 \| \| 1992 \| 153 \| \| 2001 \| 140 \| \| 2011 \| 69 \| \| 2021 \| 46 \| |           |
| Година на преброяване | Численост |
| 1934 | 413       |
| 1946 | 447       |
| 1956 | 447       |
| 1965 | 452       |
| 1975 | 326       |
| 1985 | 239       |
| 1992 | 153       |
| 2001 | 140       |
| 2011 | 69        |
| 2021 | 46        |

Етническият състав на населението по численост и дял на етническите групи според преброяването през 2011 г. е:
| Етнически групи     | Численост | Дял (в %) |
| Общо                | 69        | 100       |
| Българи             | 61        | 88,41     |
| Турци               | 0         | 0         |
| Цигани              | 6         | 8,70      |
| Други               | 0         | 0         |
| Не се самоопределят | 0         | 0         |
| Неотговорили        | 2         | 2,90      |

## История
За първи път селото се споменава в писмен документ в списъка на овцевъдите (джелепкешаните) от 1573 г.
След Освобождението селото е в България от 1878 г. до 1913 г. и от 1940 г. В Списъка на населените места по преброяването на 1 януари 1881 г. то фигурира като Юнусчилар в община Джаферли Юч-орман (Тригорци), околия Балчик, окръг Варна. През 1906 г. селото – тогава Юнузчулар (или Юлусчолар), е преименувано на Балканци.
Начално училище „Кирил и Методий“ е открито в село Балканци през 1942 г. и е действало до 1967 г., когато е закрито.
Читалище „Стефан Караджа“ е създадено в селото през 1942 г. През 2009 г. на законово основание към наименованието му е добавена годината на неговото първоначално създаване и то става „Стефан Караджа-1942“.

## Обществени институции
Изпълнителната власт в село Балканци към 2025 г. се упражнява от кметски наместник.
В село Балканци към 2024 г. има действащо читалище „Стефан Караджа-1942“

## Природни и културни забележителности
Селото попада в защитената зона по директивата за местообитанията „Крайморска Добруджа.